# Камачо, Патрик
Патрик Камачо (англ. Patrick Camacho, род. 31 января 1983) — гуамский шоссейный велогонщик.

## Карьера
Был чемпионом Гуама в групповой гонке. Призёром Тура Гуама.
Три раза выступал на чемпионате Океании в групповой гонке, но каждый раз не смог её закончить.
В феврале 2016 года занял второе место на чемпионате Гуама по МТБ в дисциплине кросс-кантри.

## Достижения
2014
2-й на Чемпионат Гуама — групповая гонка
 Чемпионат Тихого океана — групповая гонка
3-й на Тур Гуама
2015
2-й на Чемпионат Гуама — групповая гонка
3-й на Тур Гуама
2016
 Чемпион Гуама — групповая гонка
3-й на Чемпион Гуама — кросс-кантри
3-й на Тур Гуама